# Ganbare Goemon: Mononoke Dōchū Tobidase Nabe-Bugyō!
Ganbare Goemon: Mononoke Dōchū Tobidase Nabe-Bugyō! (がんばれゴエモン〜もののけ道中 飛び出せ鍋奉行!〜?) es un videojuego de rol de la saga Ganbare Goemon publicado para Game Boy Color el 16 de diciembre de 1999.